# The Passing Parade
The Passing Parade è un cortometraggio muto del 1912. Il nome del regista non compare nei credit del film prodotto dall'Eclair American e interpretato da Lamar Johnstone, Alec B. Francis, Isabel Lamon, Alec B. Francis, Muriel Ostriche, Ilean Hume, Stella Adams, Guy Oliver.

## Trama
In città passa la banda: oggi è il Decoration Day è tutto il paese festeggia i veterani che passano marciando. Due innamorati in casa smettono le loro effusioni per affacciarsi ad ammirare la parata, commossi. Una famiglia fa la stessa cosa, mentre un insegnante racconta ai propri figli un episodio della vita del giovane George Washington. Due veterani, seduti allo stesso tavolo, avversari in guerra - uno del nord, l'altro del sud - adesso sono uniti ambedue dalla bandiera a stelle e a strisce.

## Produzione
Il cortometraggio fu prodotto dalla Eclair American.

## Distribuzione
Il film - un cortometraggio della durata di circa dieci minuti - uscì nelle sale cinematografiche degli Stati Uniti il 29 agosto 1912, distribuito dall'Universal Film Manufacturing Company.